# 阎家镇
阎家镇，是中华人民共和国辽宁省锦州市凌海市下辖的一个乡镇级行政单位。

## 行政区划
阎家镇下辖以下地区：
阎家社区、阎家村、川条村、月牙村、靳家村、邢家村、假河村和山神村。